# Jean Sorel

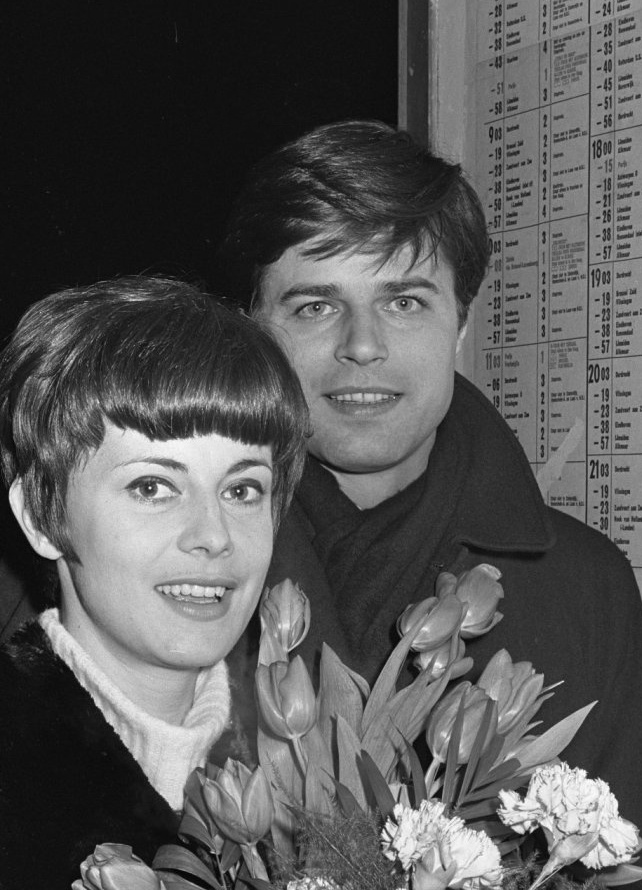
Jean Sorel z Anną-Marią Ferrero w 1966

Jean Sorel, właściwie Jean de Combault-Roquebrune (ur. 25 września 1934 w Marsylii) – francuski aktor filmowy, telewizyjny i teatralny.

## Filmografia

### Filmy fabularne
- 1959: Pluję na wasze groby (J'irai cracher sur vos tombes) jako Elmer
- 1961: Amelia, albo czas miłości (Amélie ou le temps d'aimer) jako Alain
- 1961: Widok z mostu (Vu du pont) jako Rodolpho
- 1961: Niech żyje Henryk IV.. niech żyje miłość (Vive Henri IV... vive l’amour!) jako książę de Condé
- 1961: Złoto Rzymu (L'oro di Roma) jako Massimo
- 1961: Zdarzyło się w Rzymie (La Giornata balorda) jako David
- 1962: Julio, jesteś czarująca (Julia, Du bist zauberhaft) jako Tom Fennel
- 1962: Cztery dni Neapolu (Le Quattro giornate di Napoli) jako Livornese
- 1964: Krąg (La Ronde) jako książę
- 1965: Parasol (L'Ombrellone) jako Sergio
- 1965: Lalki (Le Bambole) jako Vincenzo „Monsignor Cupido” (segment)
- 1965: Błędne gwiazdy Wielkiej Niedźwiedzicy (Vaghe stelle dell'Orsa...) jako Gianni
- 1966: Człowiek, który się śmieje (L'Uomo che ride) jako Angelo / Astorre Manfredi
- 1966: Wróżki (Le fate) jako Luigi
- 1967: Piękność dnia (Belle de jour) jako Pierre Serizy
- 1968: Słodkie ciało Deborah (Il Dolce corpo di Deborah) jako Marcel
- 1968: Dziewczyna raczej skomplikowana (Una ragazza piuttosto complicata) jako Alberto
- 1969: Sklep z modelkami (Model Shop) jako sekretarz
- 1969: Przyjaciółka (L'Amica) jako Franco Raimondi
- 1970: Paranoja (Paranoia) jako Maurice Sauvage
- 1971: Oko huraganu (El Ojo del huracán) jako Paul
- 1973: Policja przygląda się (La Polizia sta a guardare) jako Aloisi
- 1973: Dzień szakala (The Day of the Jackal) jako Bastien-Thiry
- 1977: Dzieci z ogłoszenia (Les Enfants du placard) jako Berlu
- 1979: Siostry Brontë (Les soeurs Brontë) jako Leyland
- 1981: Skrzydła gołębicy (Les Ailes de la colombe) jako Lukirsh
- 1982: Bonnie i Clyde we włoskim stylu (Bonnie e Clyde all'italiana ) jako kapitan
- 1989: Casablanca Express jako major Valmore
- 1991: Diablica (Un Piede in paradiso) jako Ojciec Święty
- 1991: Miliony (Miliardi) jako Leo Ferretti
- 1995: Potęga miłości (Il Prezzo della vita)
- 1997: Tam, gdzie wschodzi słońce (Dove comincia il sole) jako Antonio Amati
- 2005: Adua i Giulia – Historia pewnej przyjaźni (I Colori della vita)